# Drosophila fuscipennis
Drosophila fuscipennis är en tvåvingeart som beskrevs av Oswald Duda 1927. Drosophila fuscipennis ingår i släktet Drosophila och familjen daggflugor.
Artens utbredningsområde är Peru.